# Grågök
Grågök (Coccycua cinerea) är en fågel i familjen gökar inom ordningen gökfåglar.

## Utbredning och systematik
Fågeln häckar i Paraguay, norra Argentina, södra Brasilien och Uruguay. Den övervintrar norrut till åtminstone till Bolivia och västra Brasilien söder om Amazonfloden, sällsynt även till östra Peru och sydöstra Colombia.

## Status och hot
Arten har ett stort utbredningsområde, men tros minska i antal, dock inte tillräckligt kraftigt för att den ska betraktas som hotad. Internationella naturvårdsunionen IUCN listar arten som livskraftig (LC).